# Ukrainische Botschaft in Paris
Die Ukrainische Botschaft in Paris ist die diplomatische Vertretung der Ukraine in Frankreich. Das Botschaftsgebäude befindet sich in der Avenue de Saxe 21 in Paris. Ukrainischer Botschafter in Frankreich ist seit Juni 2020 Wadym Omeltschenko.

## Geschichte

### Geschichte der diplomatischen Vertretung

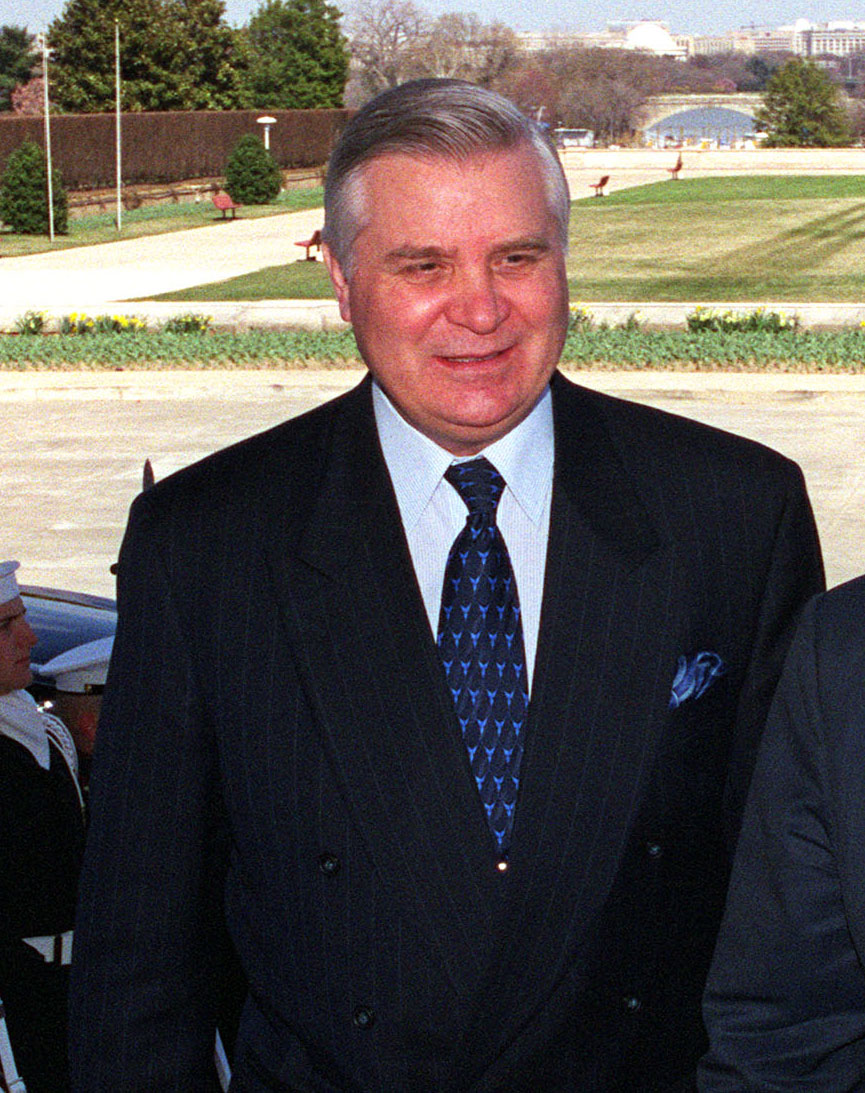
Anatolij Slenko, Botschafter 1997–2000 und zweimal Außenminister

Mit dem Zerfall des Zarenreichs entstand 1918 erstmals ein ukrainischer Nationalstaat. Frankreich erkannte den Ukrainischen Staat an. Mykola Mohyljanskyj wurde 1918 erster diplomatischer Vertreter der Ukraine in Frankreich. Im Russischen Bürgerkrieg eroberte die Roten Armee den größten Teil der Ukraine und diese wurde als Ukrainische Sozialistische Sowjetrepublik in die Sowjetunion eingegliedert.
Nach dem Zerfall der Sowjetunion erklärte sich die Ukraine im Dezember 1991 für unabhängig. Die Botschaft in Paris wurde 1993 eröffnet. Der erste Botschafter in Paris war 1992 Oleksandr Sliptschenko als Chargé d’affaires. Anatolij Slenko, von 1991 bis 1994 der erste Außenminister der souveränen Ukraine, wurde 1997 bis 2000 Botschafter in Frankreich und anschließend wiederum Außenminister bis zum Jahr 2003.

### Ukrainer in Frankreich
In Frankreich leben nach inoffiziellen Statistiken rund 40.000 Menschen ukrainischer Herkunft. Die Ersten waren vertriebene politische Emigranten und viele sind Nachkommen von Arbeitern und Landarbeitern, die auf der Suche nach Arbeit nach Frankreich kamen. Die erste ukrainische Organisation in Frankreich wurde 1908 gegründet und hieß Le Cercle des Ukrainiens à Paris. Die ukrainische Simon-Petliura-Bibliothek besteht seit 1929. Sie hat Bestände und Dokumente des ersten ukrainischen Staats von 1917 bis 1921 bewahrt. Im Jahr 1933 wurde die Zeitung La Parole ukrainienne herausgegeben, die bis heute erscheint.
Im Jahr 1997 haben sich die ukrainischen Organisationen in Frankreich zusammengeschlossen und das Repräsentative Komitee der ukrainischen Gemeinschaft in Frankreich gegründet. Organisationen wie Union des Ukrainiens en France, Association des Français d’origine ukrainienne, Association des femmes Ukrainiennes en France, Association des anciens soldats de l’armée UNR, Union de la jeunesse ukrainienne und Union des étudiants ukrainiens traten dem Komitee bei. Es koordiniert das soziale und kulturelle Leben der Ukrainer im Land.
Die Botschaft unterhält das Ukrainische Kulturzentrum in der Avenue de Messine im achten Pariser Arrondissement.

## Konsulareinrichtungen der Ukraine in Frankreich
- Konsularabteilung der Botschaft der Ukraine in Paris
- Konsulat der Ukraine in Marseille
- Daneben bestehen mehrere Honorarkonsulate.

## Botschaftsgebäude in Frankreich

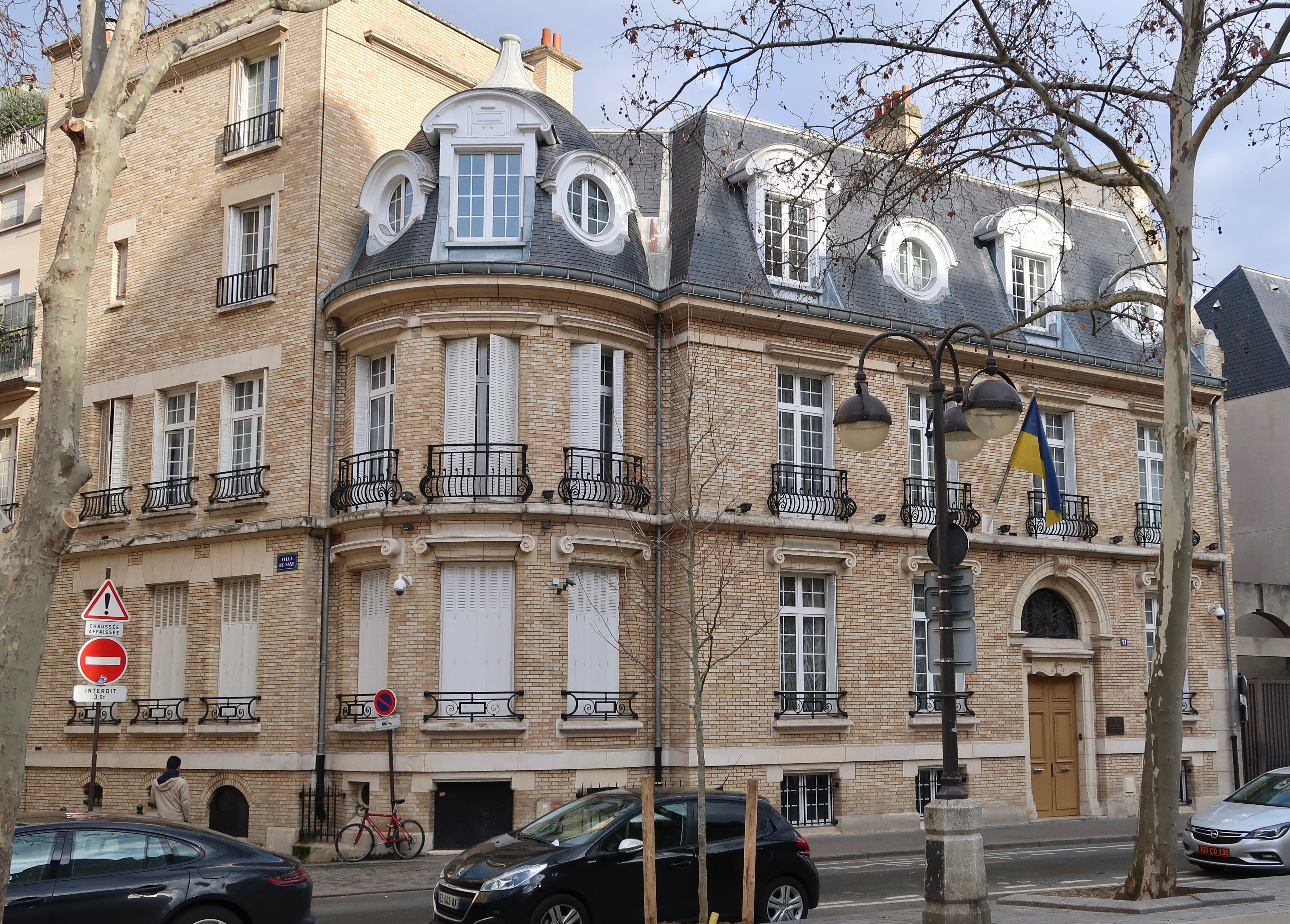
Die Botschaft in Paris (2019)

Sitz der Botschaft ist die Avenue de Saxe 21 im siebten Arrondissement im Südwesten des Zentrums der französischen Hauptstadt.

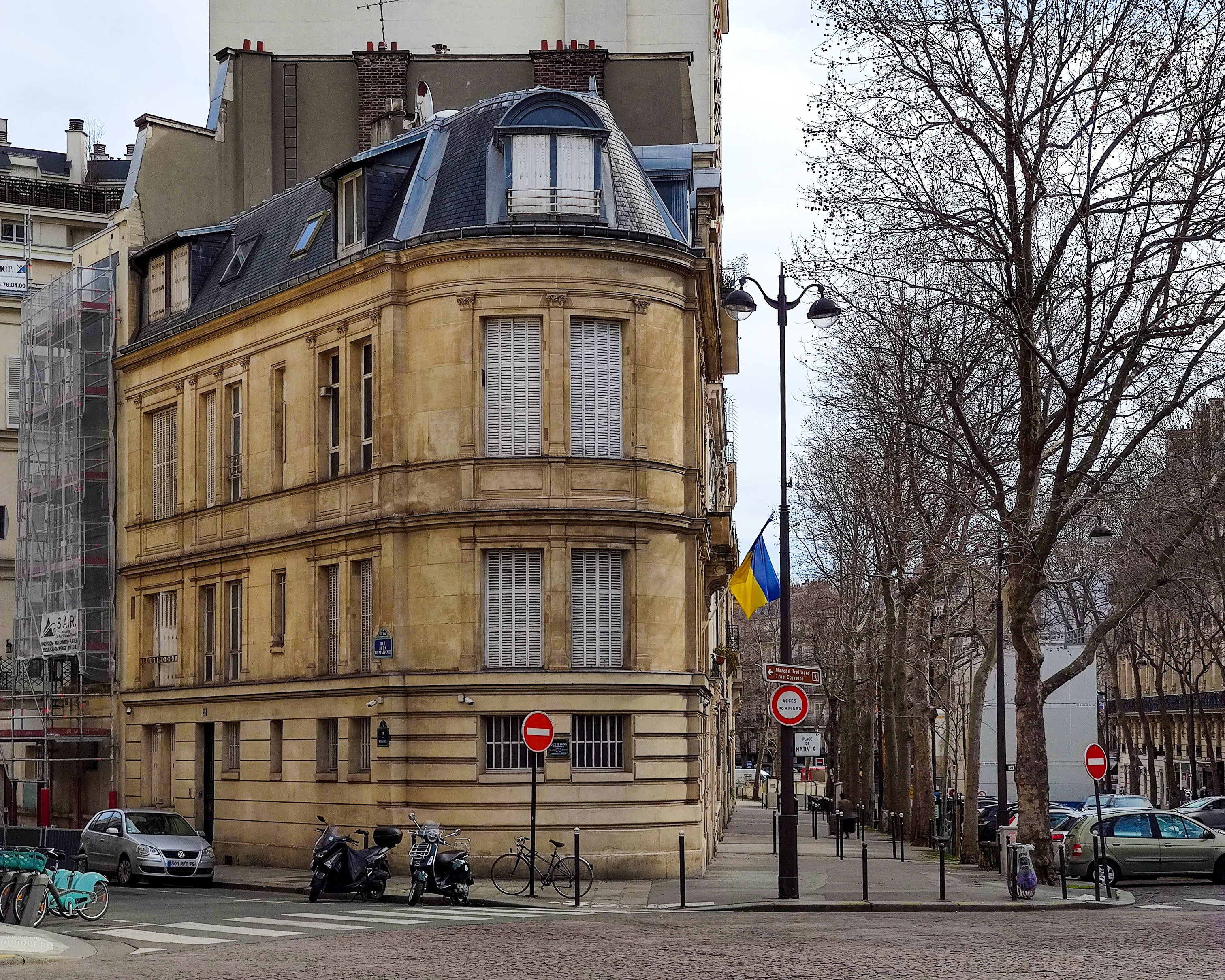
Ukrainisches Kulturzentrum

## Botschafter der Ukraine in der Französischen Republik
- Mykola Mohyljanskyj (Микола Михайлович Могилянський; 1918)
- Hryhorij Sydorenko (Григорій Микитович Сидоренко; 1919)
- Mychajlo Tyschkewytsch (Михайло Станіславович Тишкевич; 1920)
- Oleksandr Schulhyn (Олександр Якович Шульгин; 1921)

Die folgenden Botschafter waren meist auch in Seitenakkreditierung Botschafter in Monaco und Ständige Vertreter bei der UNESCO.
- Oleksandr Sliptschenko (Олександр Сергійович Сліпченко; 1992 – Chargé d’affaires)
- Jurij Kotschubej (Юрій Миколайович Кочубей; 1992–1997)
- Anatolij Slenko (Анатолій Максимович Зленко; 1997–2000)
- Witalij Jochna (Віталій Антонович Йохна; 2000–2003 – Chargé d’affaires)
- Jurij Serhjejew (Юрій Анатолійович Сергєєв; 2003–2007)
- Kostjantyn Tymoschenko (Костянтин Володимирович Тимошенко; 2007–2010)
- Oleksandr Kuptschyschyn (Олександр Михайлович Купчишин; 2010–2014)
- Oleh Kobsystyj (Олег Павлович Кобзистий; 2014 – Chargé d’affaires)
- Oleh Schamschur (Олег Владиславович Шамшур; 2014–2020)
- Wadym Omeltschenko (Вади́м Володи́мирович Оме́льченко; 2020–)